# Киниод II
Киниод II (гэльск. Cináed) — король пиктов в 842 году.

## Биография
Сын Вурада и брат Дреста X. В «Хронике пиктов» он упоминается как Кинет. Был королём пиктов недолгое время.